# Revolución de los Siete Jefes
La revolución de los Siete Jefes, también conocida como la revolución de los mancebos, fue una rebelión criolla ocurrida entre los días 31 de mayo y 1 de junio de 1580 en el entonces pueblo de Santa Fe de la Vera Cruz, en la Gobernación del Río de la Plata y del Paraguay. Se inició con la destitución del teniente de gobernador Simón Xaque y las demás autoridades, y finalizó con la traición de Cristóbal de Arévalo y la ejecución de los siete cabecillas: Lázaro de Venialvo, Diego de Leiva, Domingo Romero, Pedro Gallego, Diego Ruiz, Rodrigo de Mosquera y Francisco Villalta. Esta revolución fue la primera de las revoluciones criollas, sucediendo 230 años antes que la Revolución de Mayo, y después de solo siete años de la fundación de Santa Fe.

## Antecedentes
El 15 de noviembre de 1573 Juan de Garay fundó Santa Fe de la Vera Cruz, sobre la barranca occidental del río de los Quiloazas, hoy en día río San Javier. Apenas funda la ciudad, divide sus terrenos, dando los mejores y más grandes a los españoles peninsulares (los nacidos en España), y reparte los cargos políticos, como los puestos de alcalde y alguacil mayor, entre los españoles, dejando fuera de estos a los criollos, conocidos también como mancebos, lo que produce cada vez más resentimiento a los nacidos fuera de tierras americanas. El Cabildo estaba formado mayoritariamente por españoles, ya que habían ayudado a equipar a los mancebos con armas y caballos.
Cuando Juan de Garay parte a fundar Buenos Aires, deja al mando, como Teniente de Gobernador, al flamenco Simón Xaque, un hombre que se decía que no conocía los territorios que gobernaba. Esto sumó mucho descontento entre los criollos, a lo que se sumó el reclamo de Gonzalo de Abreu, gobernador de Tucumán, que afirmaba que Santa Fe era parte de su gobernación, y más tarde ofrecería su apoyo a la causa de los criollos en Santa Fe. Les dijo que Garay carecía de títulos para gobernarlos y les prometió su ayuda si lo apresaban y se lo enviaban a Tucumán, lo que animó a los que ya pensaban en la revolución.
Sin embargo, la mayor parte de los hombres que llegaron con Garay en 1573 eran mancebos, jóvenes criollos y mestizos, que legalmente no podían manejar armas de fuego, aunque luego el mismo Garay compró 53 arcabuces para armar a los que no tenían uno, y estaban desprovistos de derechos políticos. A causa de las necesidades sociales y de la defensa de la ciudad contra los indígenas, pronto obtuvieron más derechos, pero sin recibir ningún avance en lo político y social.

## Preparativos
El 1 de enero de 1580 se realizó un cambio de los integrantes del Cabildo de Santa Fe, y dispusieron una orden de arresto contra Garay, que ya se hallaba en Buenos Aires. Con esa excusa, un grupo de criollos planeaba realizar ese día el golpe, pero al final decidieron esperar el apoyo de Abreu.
Unos días antes del 31 de mayo de 1580, los jóvenes criollos empezaron a hacer reuniones diarias en la casa de Lázaro de Venialvo, y empezaron a juntar armas, como ballestas, espadas, arcabuces y lanzas. A los que más odiaban eran a Garay, los ricos españoles y los que vinieron con la expedición de Juan Ortiz de Zárate. Según sus planes, el primer paso sería apresar al Teniente Gobernador, al alcalde, al alguacil mayor y a Alonso de Vera y Aragón y Calderón. Mientras, otros rebeldes se encargarían de desarmar a los españoles seguidores de Garay.

## La revolución
El grupo de criollos era comandado por los siete jefes: Lázaro de Venialvo, Diego de Leiva, Domingo Romero, Pedro Gallego, Diego Ruiz, Rodrigo de Mosquera y Francisco Villalta. Todavía se discute si eran un grupo numeroso de criollos, o si solo eran once jóvenes, o solo ellos siete. La revolución comenzó en la madrugada del 31 de mayo, en nombre del Rey y pidiendo que reconozcan la igualdad entre españoles y mancebos. 
Antes del mediodía, los jóvenes criollos ya habían cumplido sus objetivos: capturaron al Teniente Gobernador Simón Xaque, al alcalde Pedro de Oliver y al alguacil mayor Benabé de Luxán y se los llevaron a la casa de Venialvo. Además, les quitaron las armas a los españoles. Cristóbal de Arévalo fue puesto como Teniente Gobernador y Lázaro de Venialvo como Maese de Campo. Cristóbal dictó un decreto por el cual se prohibía la salida de cualquier habitante bajo pena de muerte, por lo que en poco tiempo se pudo juntar una gran oposición.

## La contrarrevolución
Las medidas que querían impulsar los revolucionarios, eran las de un reparto equitativo de las tierras a cada colono y la asunción de un gobernante definitivo que sea criollo. Esto enfureció a muchos españoles, que sabían que iban a perder tierras, poder y favores. Por ello, empezaron a tramar una contrarrevolución, y consiguieron el apoyo y el liderazgo de Cristóbal de Arévalo, traicionando a los jóvenes criollos.
Lo primero que hicieron fue liberar a los prisioneros, y en el consiguiente enfrentamiento con los criollos morirían apuñalados Pedro Gallegos, Diego de Leiva y Domingo Romero. Los mismos fueron llevados a la plaza y decapitados al grito de "¡Viva el Rey!". Al término de esto, Cristóbal restituyó a Simón Xaque en su puesto, y se prosiguió con la persecución de los revolucionarios, que se habían escapado y refugiado. Venialvo y Ruiz fueron encontrados al día siguiente y fueron también decapitados.
Mosquera y Villalta lograron escapar a Córdoba y luego a Santiago del Estero, a donde fueron en busca de Abreu, pero tarde se enteraron de que él había sido reemplazado por Hernando de Lerma, quien, además de ejecutar a su antecesor, hizo lo mismo con estos dos jóvenes. El resto de los sublevados recibieron penas menores.
A pesar de que la revolución solo duró dos días, y fue trágicamente derrotada, esta revolución fue una de las causas por las que, años más tarde, Hernando Arias de Saavedra fuera elegido como gobernador, siendo el primer criollo elegido para tan alto cargo.

## Importancia histórica
Existen controversias sobre este hecho ocurrido hace tanto tiempo y del que no hay nada que haya quedado escrito. La primera controversia es que si eran un grupo considerablemente numeroso de criollos, o si solo eran once jóvenes. También se discute si ellos eran los siete cabecillas o si solo eran ellos los que produjeron la revolución.

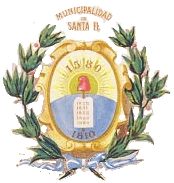
Escudo de la ciudad de Santa Fe, con la fecha 1580 en la parte superior del sol.

Otra controversia, más importante, es que si este fue el primer movimiento independiente de las Américas o fue un acto en nombre del Rey. El historiador Clementino Paredes lo trataba como un antecedente de los sucedido en la revolución de mayo de 1810, escribiendo que:

El objetivo del movimiento era elegir un gobierno propio ya que estas tierras pertenecían a los criollos y no a los españoles.
Los Siete Jefes, 1930

El mismo ideal comparte el también historiador Ramón Lassaga, tras lo cual añadiría el año 1580 como inscripción en el escudo de la ciudad de Santa Fe del año 1894, que se sigue manteniendo con ligeros cambios, mostrando a esta rebelión como precursora de la independencia.
Sin embargo, la idea de que haya sido un acto independizador y que el fin era lograr un gobierno libre, se cae al pensar que hubiera sido muy difícil enfrentarse a Asunción, Perú y a todo el Imperio español. En este sentido, el historiador Darío Barriera afirma que fue una rebelión en nombre del Rey y esperando ser aceptada por algún otro poder de la organización monárquica:

Se ha difundido cierta imagen heroica del hecho que consiste en presentar a algunos hijos de la tierra dando el primer grito de libertad de América. Nada más falso: [...] el propósito de la conjura era la de poner a la ciudad de Santa Fe bajo la jurisdicción de la provincia del Tucumán.
Nueva historia de Santa Fe, 2006

Por eso, se toma como acertado que ellos hayan hecho la revolución en nombre del Rey.

## Impacto cultural
El barrio costero Siete Jefes fue llamado así en su honor, siendo uno de los más tradicionales de Santa Fe, de la misma forma que la avenida de los Siete Jefes.  Con excepción de Ruiz, Gallego y Villalta, el resto de los revolucionarios tienen calles o pasajes con sus nombres.
Fuera de la ciudad de Santa Fe, se encuentra la cervecería artesanal Siete Jefes en Rafaela, y calles con el mismo nombre en Cayastá, Pilar y Sa Pereira.
Además de diversos estudios históricos de personajes relevantes en Santa Fe, el hecho fue tomado desde lo artístico. El poema Los Siete Jefes de Mateo Booz, la novela 1580. Primera revuelta criolla en América Latina de los escritores santafesinos Sergio Ferreira, L. Pablo Casals y Marcelo Fiorentino, y la obra de teatro musical Romance de los Siete Jefes, escrita por Sergio Ferreira e ilustrada por el dibujante santafesino José Bastias, son ejemplos de lo anterior dicho.
También el hecho es reflejado en la novela Río de las congojas de Libertad Demitrópulos, donde, pese a no ser el centro de la historia, Lázaro y otros aparecen como personajes del libro.